# Tio Hugo
Tio Hugo är en kommun i Brasilien.   Den ligger i delstaten Rio Grande do Sul, i den södra delen av landet, 1 500 km söder om huvudstaden Brasília. Antalet invånare är 2 724.
Omgivningarna runt Tio Hugo är en mosaik av jordbruksmark och naturlig växtlighet. Runt Tio Hugo är det glesbefolkat, med 13 invånare per kvadratkilometer.